# Nicholas Brendon

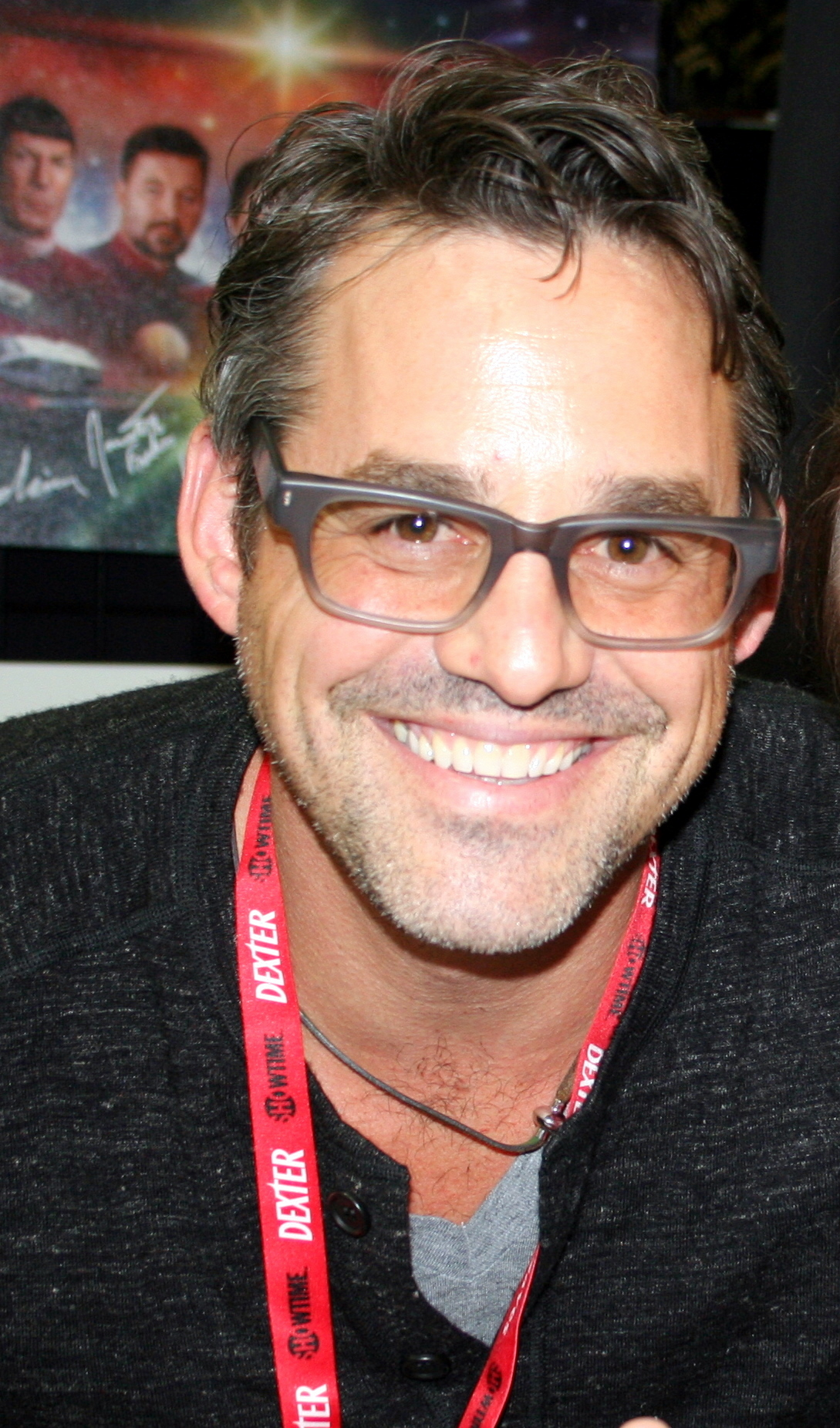
Nicholas Brendon auf der San Diego Comic-Con 2011

Nicholas Brendon (* 12. April 1971 in Los Angeles, Kalifornien als Nicholas Brendon Schultz) ist ein US-amerikanischer Schauspieler.

## Leben
Schultz spielte während der Highschool Baseball. Ein Jahr nach dem Abschluss musste er jedoch seine Karriere als Profi-Baseballer wegen einer Armverletzung beenden. Nachdem er sein Fernsehdebüt in einem Werbespot gab und eine kleine Gastrolle in der Serie Eine schrecklich nette Familie hatte, sammelte er erste Erfahrungen als Produktionsassistent in der Sitcom Immer Ärger mit Dave. 1997 wurde er für die Rolle des Alexander (Xander) LaVelle Harris in der Serie Buffy – Im Bann der Dämonen besetzt, die er bis 2003 in 143 Folgen spielte. 2005 spielte Brendon eine Hauptrolle in der Sitcom Kitchen Confidential, welche jedoch nach 13 Folgen eingestellt wurde. Im Jahr darauf arbeitete er als Synchronsprecher an der Zeichentrickserie American Dragon. Von 2007 bis 2014 hatte er die wiederkehrende Rolle des Kevin Lynch in der Fernsehserie Criminal Minds inne.
Brendons Zwillingsbruder Kelly Donovan ist ebenfalls Schauspieler.

## Filmografie (Auswahl)
- 1993: Eine schrecklich nette Familie (Married with Children, Fernsehserie, Folge 8x02)
- 1995: Kinder des Zorns III (Children of the Corn III: Urban Harvest)
- 1995: Immer Ärger mit Dave (Dave’s World, Fernsehserie, Folge 3x05)
- 1997–2003: Buffy – Im Bann der Dämonen (Buffy, Fernsehserie, 144 Folgen)
- 2002: Psycho Beach Party
- 2002: Piñata – Dämoneninsel (Demon Island)
- 2005–2006: Kitchen Confidential (Fernsehserie)
- 2006–2007: American Dragon (American Dragon: Jake Long)
- 2007: Die Feuerschlange (Fire Serpent)
- 2007–2014: Criminal Minds (Fernsehserie, 21 Folgen)
- 2008: Legion der Vampire (Blood on the Highway)
- 2009: Without a Trace – Spurlos verschwunden (Without a Trace, Fernsehserie, Folge 7x24)
- 2009: Eine tierische Bescherung (A Golden Christmas)
- 2010–2011: Private Practice (Fernsehserie, 4 Folgen)
- 2013: Coherence
- 2014: The Morningside Psycho
- 2014: Indigo
- 2014–2015: Faking It (Fernsehserie, 2 Folgen)
- 2018: Milk and Honey: The Movie
- 2018: Judgment
- 2019: Dunkles/Netz (Dark/Web, Serie, 2 Folgen)

## Theater
- 2006: Lobster Alice
- 2007: Strand in the Closet
- 2008: Three Headed Dog
- 2008: Adam Brown and the Jew Movie
- 2009: From Your Sweetheart